# موزه ملی باستان‌شناسی اسپانیا
موزه ملی باستان‌شناسی اسپانیا (به اسپانیایی: Museo Arqueológico Nacional) یک موزه در مادرید، اسپانیا است که در حال حاضر پس از بازسازی باز شد. این موزه که در خیابان سرانو کنار پلازا کولون (میدان کلمبوس) واقع شده، که از لحاظ ساختمان با کتابخانه ملی اسپانیا سهیم است.

موزه در سال ۲۰۰۸ برای بازسازی بسته شد. تاریخ پیش‌بینی شده تکمیل سال 2013 بود، اما موزه تا آوریل 2014 بسته بود. موزه بازسازی شده بر یک نقش اصلی تمرکز دارد.

مجموعه‌های موزه شامل : هنر پیشاتاریخ، هنر مصر باستان، هنر سلتی، هنر در یونان باستان و روم و جواهراتی از اندلس (اسلامی)
و مسیحی و ویزیگوت‌ها در قرون وسطی است.

## نگارخانه

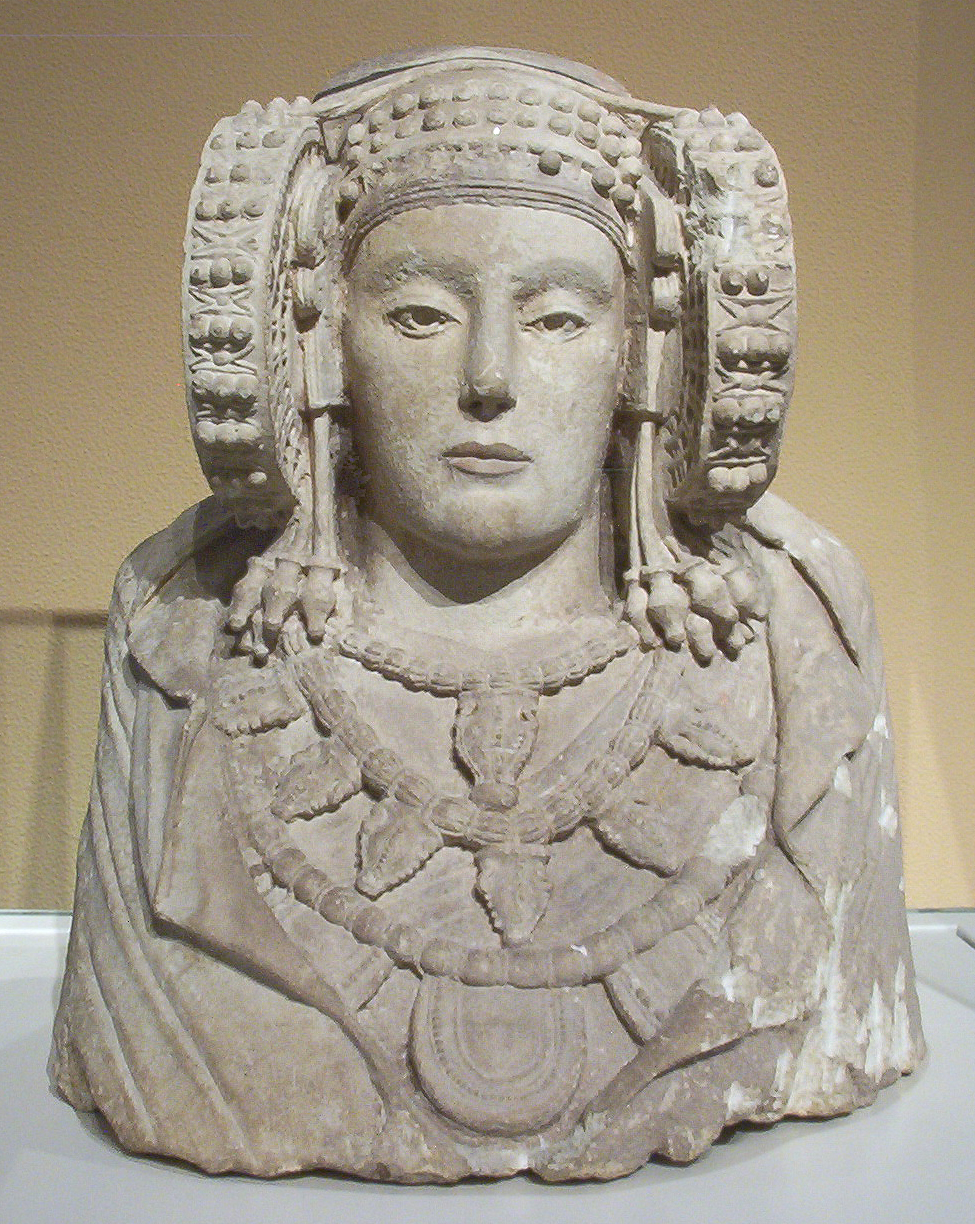
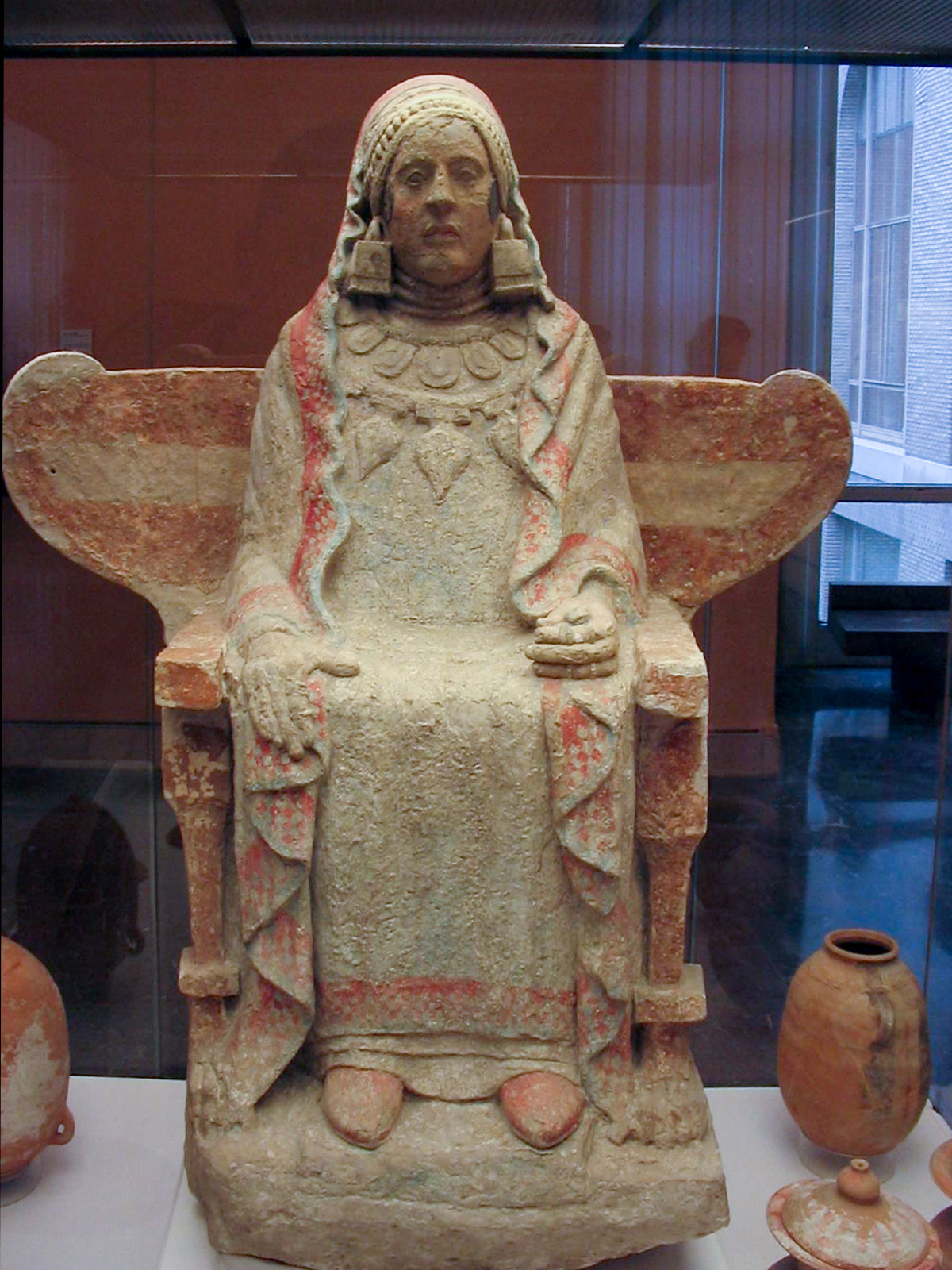
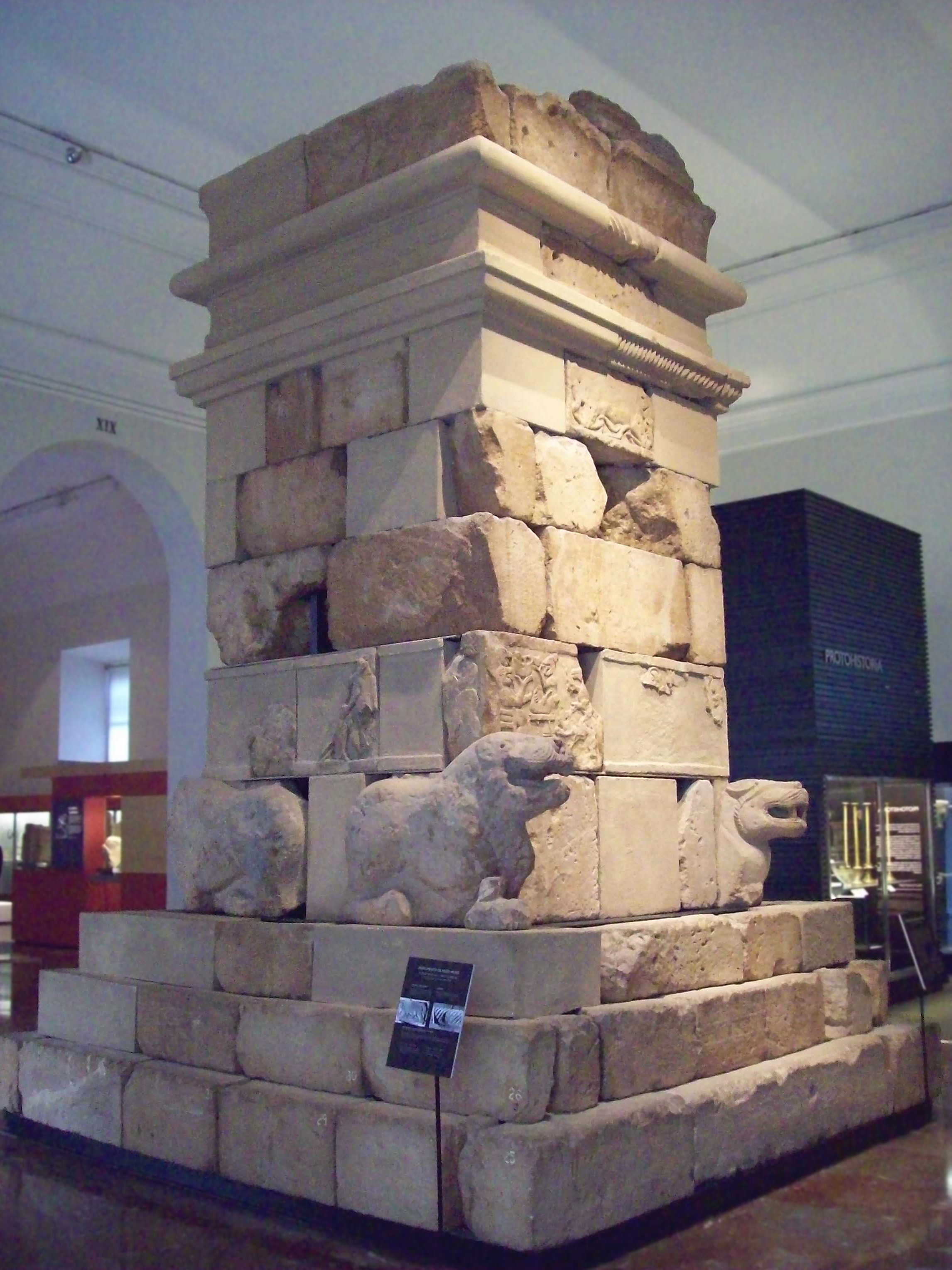
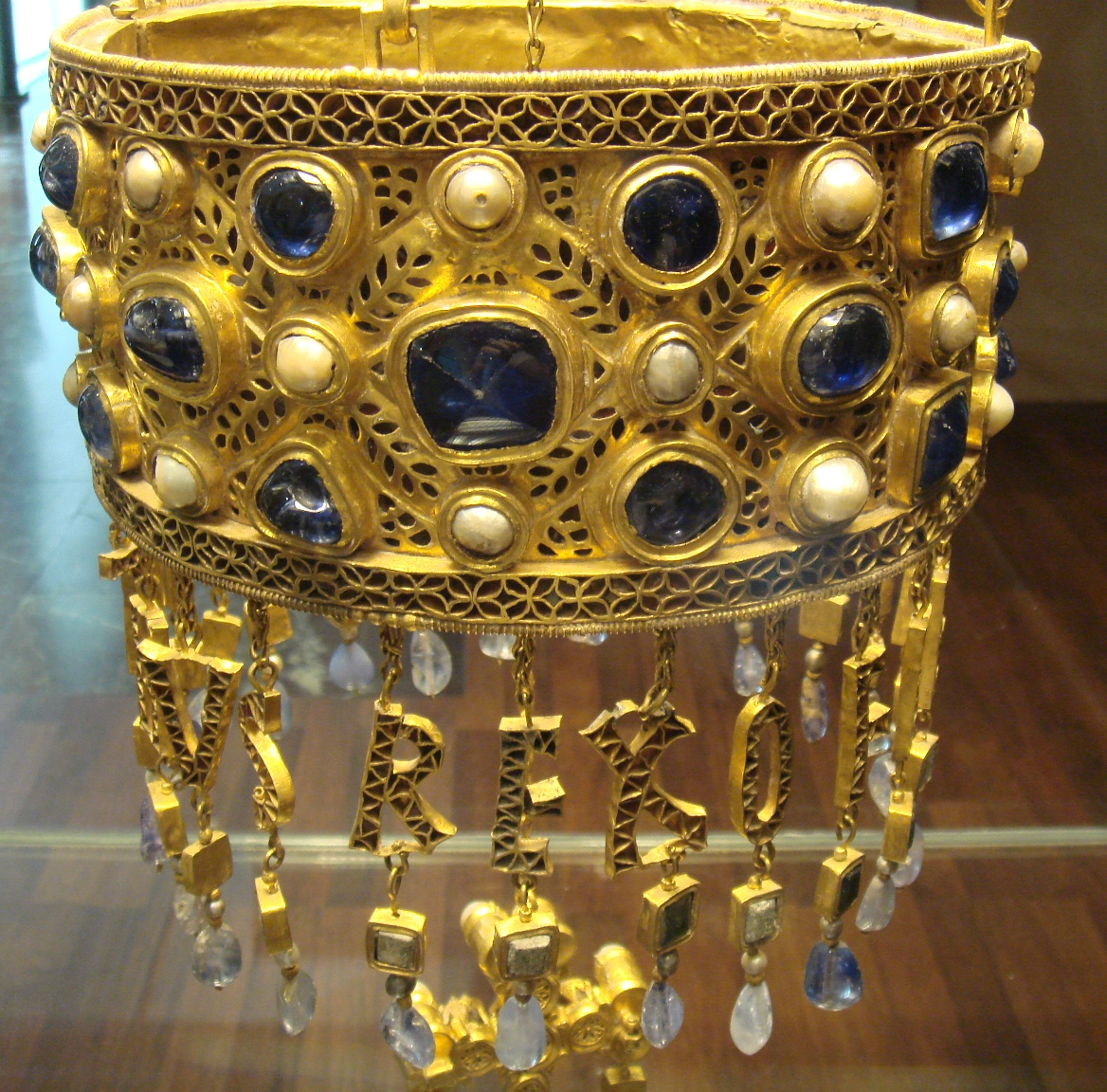
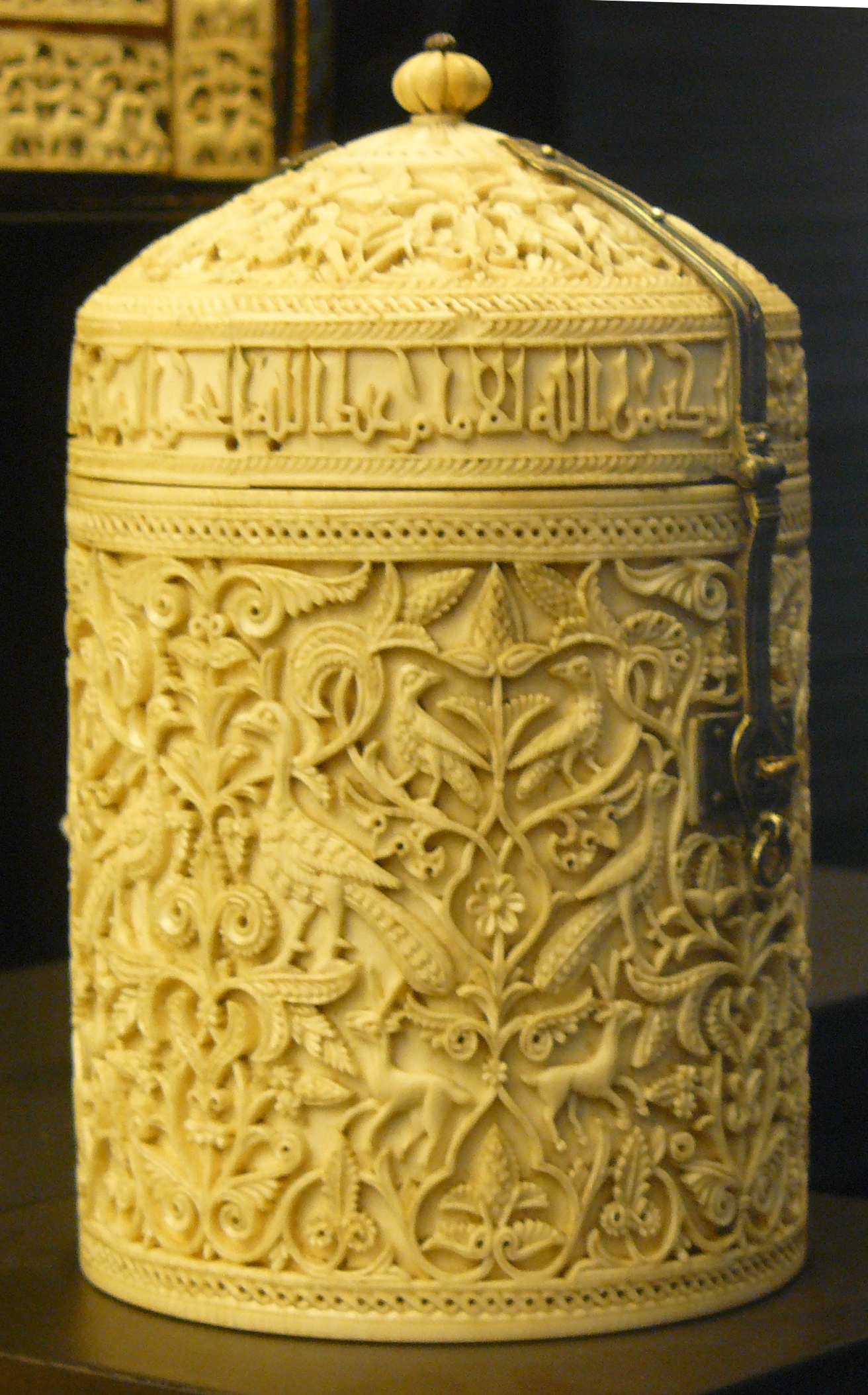
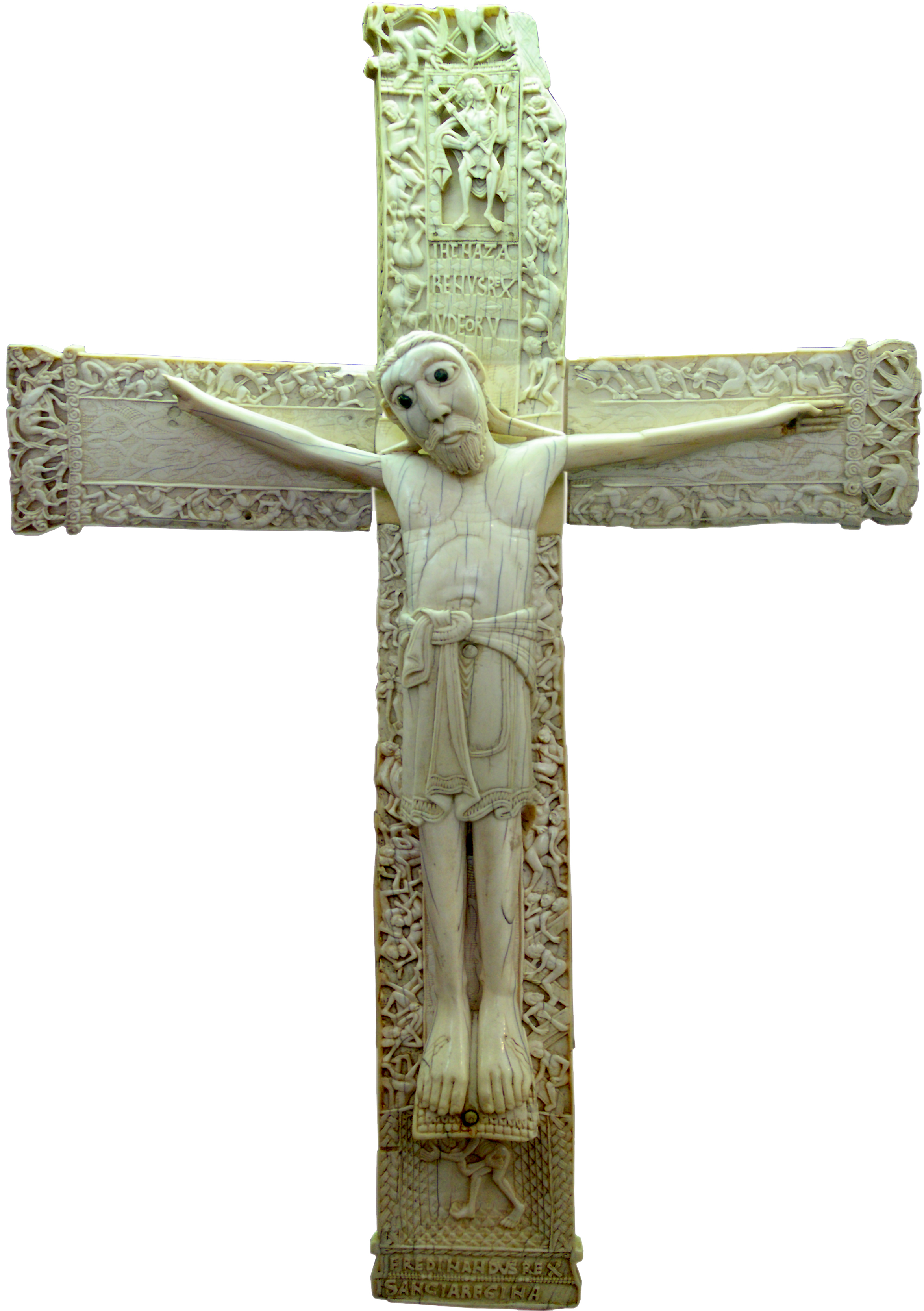
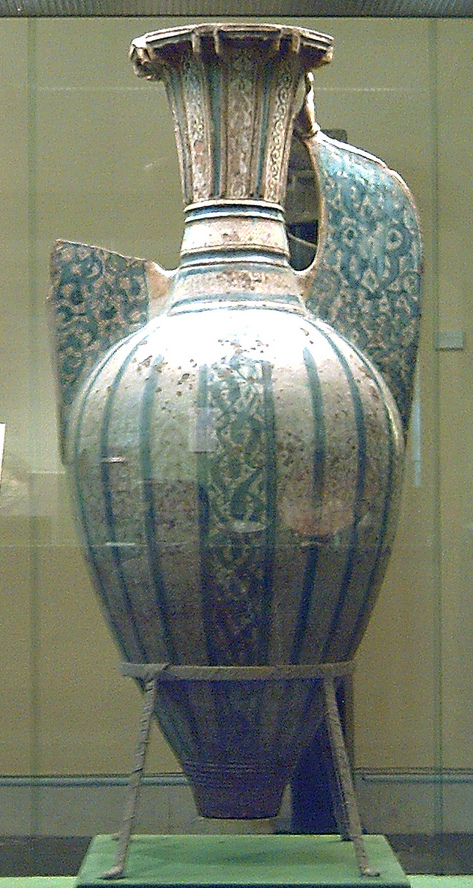
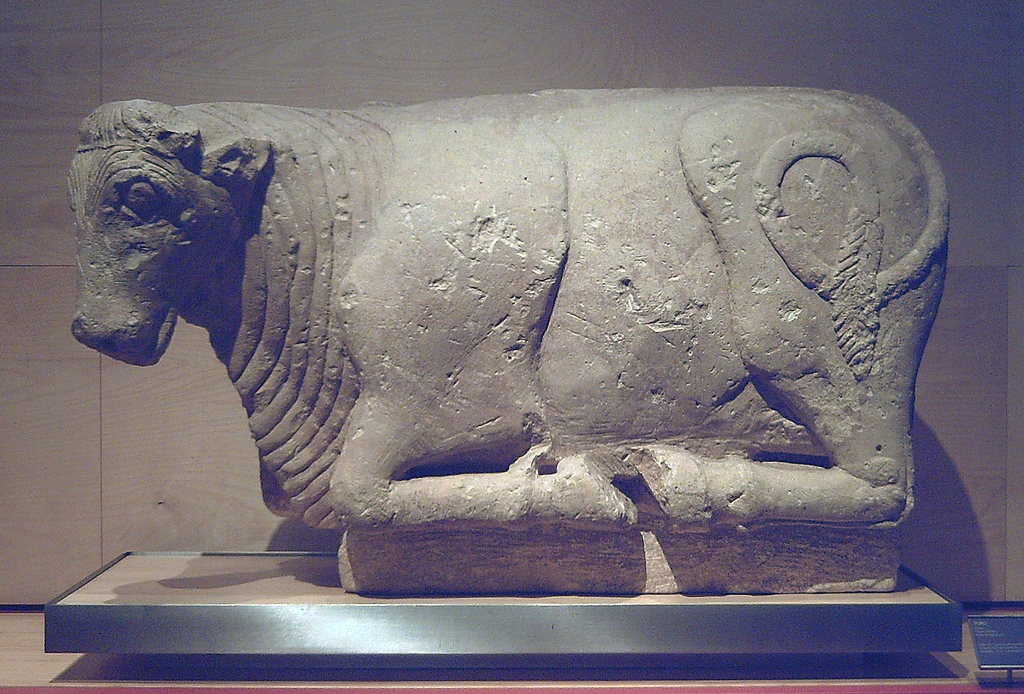